# Bønnerup Strand
Bønnerup Strand er en lille fiskerby og en strand på Djursland med 658 indbyggere  (2024), beliggende på nordkysten af Norddjurs Kommune ud mod Kattegat. Byen ligger i Region Midtjylland og hører til Hemmed Sogn.
Bønnerup Strand er en populær bade- og ferieby med mange sommerhuse og badehotellet Feriecenter Kattegat, der indeholder mere end 140 ferielejligheder. Der ligger en dagli'brugs nær derved. Ved havnen ligger en tange med en lang mole, hvorpå der står syv store vindmøller. Man kan desuden finde et kystbatteri og et krudthus fra 1776 i byen.
Nogle hundrede meter syd for fiskerbyen ligger landsbyen Bønnerup. Fra Bønnerup Strand er der ca. 18 kilometer til Grenaa og 35 kilometer til Aarhus Lufthavn ved Tirstrup.

## Billeder fra byen
- Havnen i Bønnerup Strand
- Bønnerup Strand - indre havn
- Udsigt på vindmøllerne direkte fra stranden